# رحم اصطناعي
الرحم الاصطناعي (بالإنجليزية: artificial womb)‏ هو عبارة عن كيس بلاستيكي مملوء بالسوائل لمحاكاة رحم الأم، لانقاذ آلاف الأطفال الذين تتم ولادتهم مبكرا.
بحسب دراسة نشرت في "جورنال نيتشر كومينيكايشنز"، فإن العلماء استطاعوا تطوير الرحم الصناعي من خلال محاكاة الرحم الأصلي ووظائف المشيمة. ويتيح الرحم الصناعي المملوء بمادة سائلة، للأطفال الخدج، أن يستكملوا نموهم على مستوى الرئتين وباقي الأعضاء، بشكل سليم.

## النشأة
بعدما نجح فريق بحثي أمريكي في إبقاء ستة أجنة حملان في أرحام اصطناعية، وهي نظام خارجي مكون من كيس بلاستيك معقم ومغلق، به مواد مغذية، مثل السائل الأمينوزي في الرحم، ومرفق بآلة متصلة مع الحبل السري تعمل مثل المشيمة، وتوفر الغذاء، وتضخ الأكسجين، وتطرد ثاني أكسيد الكربون.
بقيت أجنة الحملان داخل الأرحام الاصطناعية نحو أربعة أسابيع، نضجت خلالها أدمغة الحملان ورئاتهم، ونجحت في فتح أعينها والبلع، ونما الصوف على ظهورها.
بعدما نجح فريق بحثي أمريكي في إبقاء ستة أجنة حملان في أرحام اصطناعية، وهي نظام خارجي مكون من كيس بلاستيك معقم ومغلق، به مواد مغذية، مثل السائل الأمينوزي في الرحم، ومرفق بآلة متصلة مع الحبل السري تعمل مثل المشيمة، وتوفر الغذاء، وتضخ الأكسجين، وتطرد ثاني أكسيد الكربون.
بقيت أجنة الحملان داخل الأرحام الاصطناعية نحو أربعة أسابيع، نضجت خلالها أدمغة الحملان ورئاتهم، ونجحت في فتح أعينها والبلع، ونما الصوف على ظهورها.

## لإنقاذ الجنين وحماية الأم
تستهدف التقنية تطبيقها على المولودين الخدج من الأسبوع 23 وحتى 25، كذلك من الممكن أن تستخدم في علاج حالات تأخر نمو الجنين الناتج من قصور المشيمة، أو إنقاذ الأجنة المهددة ولادتهم بعد إجراء طبي أو جراحي للجنين، وقد يصبح من الممكن ولادة الرضع المصابين بتشوهات خلقية بالقلب أو الرئة مستقبلًا، والتنبؤ بالولادة المبكرة للغاية، والقابلية الجينية لارتفاع خطر الوفاة أو المرض للخدج، وهي تقنية يمكن أن تنقذ حياة أطفال كثيرين.
كذلك تحمي هذه التقنية الأمهات من الآثار الجانبية للعقاقير والعلاجات التي تعطى للجنين، وبذلك يمكن تطبيق العلاج الجيني أو الدوائي أو العلاج بالخلايا الجذعية. وبالمثل، يمكن أن تحمي الأرحام الاصطناعية الأجنة من الأمراض والأدوية والمخدرات، التي قد توجد في جسم الأم.
ينتظر هذا الجهاز السريري مزيدًا من الأبحاث والتطبيقات؛ لتقييمها، وتطويرها، وضمان فاعليتها وأمانها، وما إن كان بالاستطاعة وضع الجنين في هذا النظام، خاصة بعد الولادة المهبلية، والتعامل مع التلوث والعدوى الجنينية.

## جدل
تثير مثل هذه التقنيات جدلًا اجتماعيًا وفلسفيًا وأخلاقيًا، خاصة فيما يتعلق باختبارها على البشر؛ كذلك لا يبدو أن كثيرًا من الآباء يشعرون بالحماسة حيال وجود جنينهم في كيس. إلا أن البديل هو وضع الطفل الخديج في حضانة خاصة، مع جهاز للتنفس الاصطناعي.
على الجانب الآخر، مع ظاهرة تأجير الأرحام وتجميد البويضات، والأرحام الاصطناعية مؤخرًا، تصاعد ثانية الجدل بين ثنائية العمل والإنجاب، واختيار عديد من النساء التقدم في مسيرتهن المهنية وتأجيل الإنجاب. بجانب لجوء شركات، مثل فيسبوك وأبل، إلى دفع المال للعاملات لديها من أجل تجميد بويضاتهن؛ للسعي خلف أهدافهن دون أن يضطررن للتخلي عن الإنجاب، أو لجوء بعضهن للأم البديلة، أو الأرحام الاصطناعية مستقبلًا، باعتبار أن ليس على المرأة أن تختار بين الأمومة أو النجاح المهني.
وهو ما قد ينعكس على المرأة العاملة بعدم سماح أرباب العمل لها بأخذ إجازة أمومة، وقد تفرض شركات التأمين الصحي على الأمهات العاملات اختيار الطريقة الاصطناعية؛ تجنبًا لدفع نفقات التعقيدا التي قد تصاح

## مفهوم جديد للأمومة
المشكلة هي أن الطفل الذي يُربى في آلة محروم من وجود اتصال بشري. أعتقد أن هذا أمرًا مخيفًا ومأساويًا.
باربرا كاتس روثمان، عالمة اجتماع بجامعة سيتي في نيويورك، أثارت التقنية أبحاث ودراسات تتحدث عن تغير مفهوم الأمومة والإنجاب، بانتهاء معاناة آلام الولادة والمخاض، وتوفير الوقت بجانب حل مشكلات العقم، وما إن كنا على وشك استهلال عصر جديد بلا أمهات، تبدأ فيه التقنيات الطبية باستحداث بدائل طبية للوظائف الإنجابية للمرأة، فتصبح عملية رهينة الآلات.
إلى جانب تخوفات من تحول مختلف تقنيات الأرحام الاصطناعية إلى محاضن لتوليد أطفال يجري استغلالهم في أعمال مختلفة، ولاسيما الجماعات المتطرفة، أو مخاطر تتعلق بتعطل هذه الآلات أو انقطاع التيار الكهربائي، خاصة في الدول النامية؛ ما يهدد حياة هؤلاء الأطفال.
فيما يعترض البعض على تطبيق هذه التقنيات؛ تخوفًا من استخدامها لزرع جنس محدد للجنين، والتحكم في الصفات الوراثية، والمعايير وأسس الاختيار في حالة الإعاقات. وهي ممارسات تتم بالفعل، مثل تلك المتبعة في إجراء الإخصاب الخارجي، وهي جميعها عوامل تحدد الدعم المتوقع المقدم لهذه التقنية، وما إن كانت موجهة لصالح الآباء، أم يمكن أن يساء استخدامها بطريقة أخرى.
1. ↑  "Barbara Katz Rothman" (بالإنجليزية). Archived from the original on 2019-01-03. Retrieved 2019-06-27.
2. ↑  "جامعة سيتي لندن INTO | INTO". INTO Study. مؤرشف من الأصل في 2019-06-27. اطلع عليه بتاريخ 2019-06-27.